# AS Aris
Der AS Aris, vollständiger Name: Athlitikos Syllogos Aris, (deutsch: ‚Sportverein Aris‘, griechisch Α.Σ. Άρης, vollständig: Αθλητικός Σύλλογος Άρης), umgangssprachlich als Aris Thessaloniki bzw. Aris Saloniki bekannt, ist ein aus Thessaloniki stammender Sportverein, der mehrere erfolgreiche Abteilungen unterhält.

## Geschichte

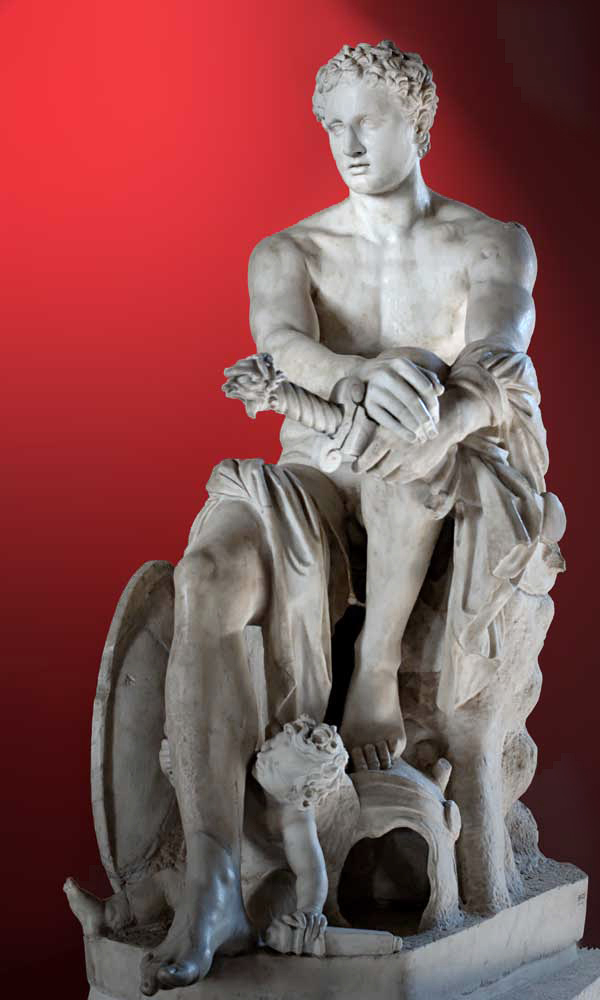
„Ares Ludovisi“, Kopie einer Statue in Rom

Am Griechischen Nationalfeiertag, dem 25. März des Jahres 1914, fanden sich 22 Jugendliche zusammen mit der Absicht, einen neuen Sportverein zu gründen. Herakles war der Namensgeber des damals größten Sportvereines der Stadt, Iraklis Saloniki. Ebenfalls adaptierte der neugegründete Verein eine olympische Gottheit zum Patron, den Kriegsgott Ares. Im Wappen findet sich die Abbildung der Statue des Ares Ludovisi (siehe Photo). Von der Flagge der Orthodoxen Kirche übernahm man Gelb und Schwarz als Vereinsfarben.
Die Entwicklung des jungen Sportvereines wurde durch den Ausbruch des Ersten Weltkrieges und deren Folgekrieg auf griechischem Boden gehemmt. Der zuerst gegründeten Fußballabteilung folgten ab 1922 weitere Mannschaften für Basket-, Volley- und Wasserball.
Inzwischen unterhält der Sportverein Aris Abteilungen in über 15 Sportarten. Zu den bekanntesten gehören die des Fuß- und Basketballs, welche im Laufe der Zeit aus dem Stammverein ausgegliedert wurden. Weitere Mannschaften mit dem Namen Aris Saloniki finden sich unter anderem in den Wettbewerben der nationalen Leichtathletik-, Eishockey- oder auch Baseballmeisterschaften.

## Abteilungen

### Fußball
- Meister: 1928, 1932, 1946
- Pokalsieger: 1970

### Basketball

#### Herren
Im Sommer 1978 beendete Giannis Ioannidis seine Spielerkarriere. In seinen 19 Jahren als Profi (1959–1978) spielte er nur für den Basketballklub Aris. Um ihn zu ehren, ermöglichte ihm der Vorstand des Vereines zur folgenden Saison den Posten des freigewordenen Cheftrainers. Unter der Leitung des Trainerneulings Ioannidis erspielte sich der Klub seine zweite Basketballmeisterschaft nach über 40 Jahren. Charis Papageorgiou, Kapitän jener Mannschaft, führte sein Team, mit 924 erzielten Punkten in 26 Ligaspielen, von denen Aris lediglich zwei verlor, bis an die Spitze der Tabelle. Ein Pyrrhussieg für den damals erst 26-jährigen Griechen. Eine Verletzung an der Achillessehne, welche er sich im laufenden Wettbewerb zugezogen hatte, zwang ihn, zur Folgesaison auszusetzen. Ebenfalls räumte der Trainer seinen Stuhl und nahm ein entsprechendes Angebot von GS Larisa an. Weit abseits dieser Ereignisse meldete sich Collegeabsolvent Nikos Galis, Sohn griechischer Einwanderer in den USA, zum NBA Draft 1979 an und wurde als 68. Pick von den Boston Celtics erwählt, welche ihn auch unter Vertrag nahmen. Im Trainingslager der Celtics verletzte sich der Rookie an seinem Knöchel, was die Klubführung dazu verleitete, den Vertrag des Griechen wieder aufzulösen und ihn durch Gerald Henderson zu ersetzen. Der nun vereinslose Galis wurde daraufhin von verschiedenen Teams aus Griechenland umworben. Nachdem er Angebote von Panathinaikos und Olympiakos ausgeschlagen hatte, entschied sich Galis für eine Profikarriere beim amtierenden Meister Aris. Nach auskurierter Verletzung gab Galis sein Debüt in der A Ethniki am 2. Dezember 1979 gegen Lokalrivalen Iraklis, welchen man mit 79:78 Punkten besiegen konnte.
In seinem ersten Spiel kam er auf 30 Punkte. Seine konstant anhaltenden guten Leistungen führten Aris auf den dritten Platz und Galis selbst, trotz verpasster Spiele zu Anfang der Saison, ebenfalls auf den dritten Platz der besten Werfer der Liga. Topscorer der Saison 1979/80 wurde Panagiotis Giannakis vom Ionikos Nikea. Beide Spieler entwickelten sich in ihren jeweiligen Teams zu Führungsspielern. Zur folgenden Saison trafen am 24. Januar 1981 beide Teams in Nikea aufeinander. Die Partie endete mit 114:113 Punkten in der Verlängerung für Aris. Giannakis erzielte 73 Punkte für Nikea und Galis 62 für Thessaloniki. Erneut beendete Aris die Saison auf dem dritten Platz, und Galis wurde zum besten Werfer der Liga. Nach dem zweiten Platz zur Saison 1981/82 kehrte Trainer Ioannidis, dessen Vertrag in Larisa ausgelaufen war, zurück nach Thessaloniki. Erneut coachte er seine Mannschaft zum Titel 1983. Ein Jahr später beendeten Aris und Panathinaikos punktgleich die Saison. Ein Entscheidungsspiel sollte den Meister der Saison 1983/84 ermitteln. Mit 39 Punkten war Galis bester Werfer der Begegnung, diese reichten aber nicht aus, um sich die Meisterschaft zu sichern. Aris unterlag dem Athener Team mit 76:80 Punkten. Bereits eine Woche zuvor verlor man ebenfalls im Pokalfinale gegen Lokalrivalen PAOK mit 70:74 Punkten. Somit belegte man in beiden Wettbewerben den zweiten Platz. Im selben Sommer entschied sich Giannakis den Ionikos zu verlassen, bei dem er bereits seit seiner Jugend spielte. Umworben von den Top-Teams Griechenlands, gelang es Aris, den Transfer zu sichern. Während sich die Fachpresse fragte, ob zwei individuelle Führungsspieler in einer Vereinsmannschaft spielen könnten, formierte sich eine der dominantesten Konstellationen, die den griechischen Basketball über Jahre hinweg prägen sollte.
Ab der Saison 1984/85 wurde Aris sieben Mal in Folge Serienmeister Griechenlands und Galis jedes Mal Topscorer der Liga. Nachdem Galis und Giannakis Anfang der 1990er die Mannschaft verlassen hatten, brach die Dominanz von Aris. Die beiden Abgänge beendeten die vorläufig erfolgreichste Zeit des Vereins.
Titel:
- Meister: 1930, 1979, 1983, 1985, 1986, 1987, 1988, 1989, 1990, 1991
- Pokalsieger: 1985, 1987, 1988, 1989, 1990, 1992, 1998, 2004
- Europacup: 1993
- Korać-Cup: 1997
- EuroCup: 2003

### Volleyball

#### Herren
Das erfolgreichste Jahrzehnt erlebten die Volleyballer des AS Aris in den 1990er Jahren. Nachdem sich der Verein zweimal die Vizemeisterschaft gesichert hatte (1994, 1996), gelang es der Mannschaft 1997 auch, den griechischen Meister zu stellen. International erreichte das Team zuvor die Final Fours des Europapokals der Pokalsieger in den Jahren 1993 und 1995. Beide Male verpasste man jedoch die Möglichkeit, ins Finale einzuziehen, und kam auch im kleinen Finale nicht über Platz 4 hinaus.
Titel:
- Meister: 1997
- Supercup: 1997

#### Damen
Die einst 1926 gegründete Abteilung stellte innerhalb wenigen Jahren ihren Spielbetrieb wieder ein und reaktivierte die Abteilung für Damen im Jahre 1971 wieder. Ihre bisher erfolgreichste Saison in der A1 Gynekion, der höchsten Spielklasse für Damen in Griechenland, spielte der Verein in der Saison 2017/18, als es ihm gelang, bis ins Finale der Meisterschaft einzuziehen, in dem sie dann den Damen des Olympiakos unterlagen und somit den Vizemeister stellen konnten.

### Wasserball
Eine Abteilung für Wasserball richtete der Verein 1925 ein. Dessen erste Mannschaft sicherte sich die folgenden zwei Stadtmeisterschaften 1926 und 1927. Ein Jahr später wurde die erste offizielle panhellenische Meisterschaft ausgetragen, in deren Finale die Herren des AS Aris den Olympiakos Piräus besiegen konnten und sich somit zum ersten griechischen Meister krönten. Im Finale der zweiten Meisterschaft 1929 bezwang man den Ethnikos Piräus und verteidigte damit erfolgreich den Titel. Auch in der dritten Auflage hieß der griechische Meister AS Aris, wohingegen man im Finale von 1931 sich dem Ethnikos Piräus geschlagen geben musste. Ein weiteres Mal sicherte man sich die Meisterschaft 1932. Zwischenzeitlich hatten bereits erste Akteure der Mannschaft ihre aktive Karriere beendet, und die Dominanz des AS Aris fing an zu bröckeln. Zwar nahm man weiterhin eine gewichtige Rolle ein, jedoch konnte man die Erfolge der legendären ersten Mannschaft bis heute nicht wiederholen. Den Anschluss an die Spitze verliert man nach Wiederaufnahme der Meisterschaft nach dem Zweiten Weltkrieg. 1960 steigt man erstmals aus der ersten Liga ab. Nach weiteren Auf- und Abstiegen findet sich der Verein zur Saison 2015/16 in der vierten griechischen Liga wieder.
Titel:
- Meister: 1928, 1929, 1930, 1932

### Korfball
- Meister: 2007
- Pokalsieger: 2007

### Beach-Korfball
- Meister: 2008

### Eishockey
- Meister: 1989, 1990, 1991, 2011

### Ballhockey
- Meister: 2009

### Rollhockey
- Meister: 2009
- Pokalsieger: 2007, 2008, 2009
- Balkancup: 2009

### Gewichtheben
- Meister (Damen): 1994, 1995

### Schwimmsport

#### Bekannte Athleten
- Aristeidis Grigoriadis

#### Titel
- Meister (Damen): 1994

### Leichtathletik
- Hallenmeisterschaft Damen: 1991
- Pokalsieger (Damen): 1988
- Crosslaufmeisterschaft Damen: 1961, 1962

### Boxen
- Meister: 1972